# Čavoglave
Čavoglave ist ein Dorf in Kroatien. Es befindet sich in der Gespanschaft Šibenik-Knin an der Straße Split–Drniš, etwa 50 km von Split entfernt. Administrativ gehört es zur Gespanschaft Šibenik-Knin. Čavoglave gehört zur Gemeinde 
Der Ort erlangte 1991 während des Kroatienkrieges durch das Lied Bojna Čavoglave (Bataillon Čavoglave) des in Čavoglave geborenen Sängers Marko Perković, Künstlername „Thompson“, allgemeine Bekanntheit in Kroatien.

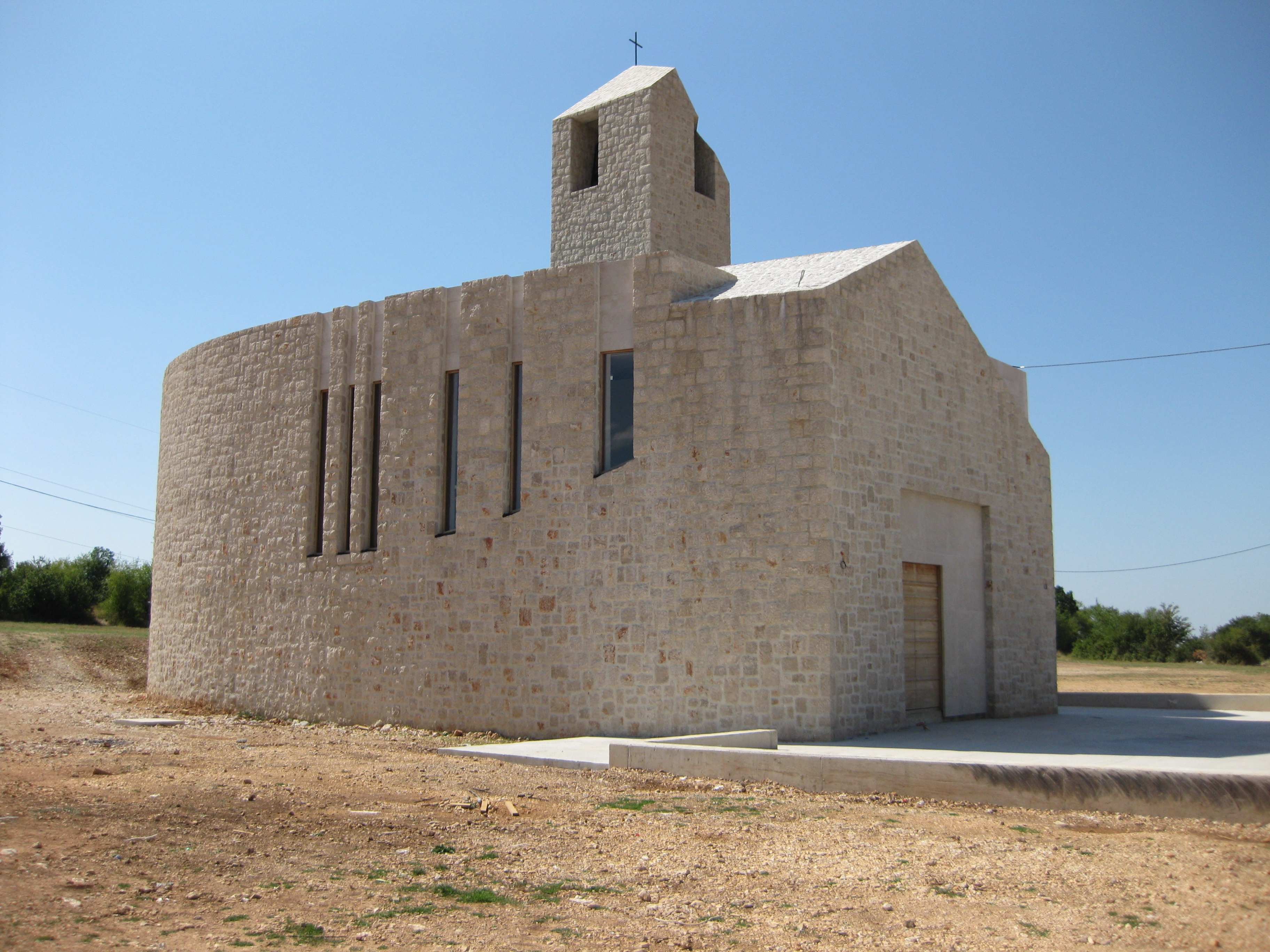
„Kirche der kroatischen Märtyrer“ in Čavoglave

Jährlich am 5. August, dem „Tag des Sieges und der heimatlichen Dankbarkeit“, findet anlässlich des Jahrestages der Operation Oluja ein von Perković organisiertes Konzert statt. Neben diesem treten dabei vor bis zu 100.000 Menschen auch viele andere kroatische Künstler auf, wie z. B. Ivan Mikulić, Mate Bulić, Dražen Zečić und Hrvatski Baruni.

## Persönlichkeiten
- Ante Dabro (* 1938), australischer Bildhauer
- Marko Perković (* 1966), kroatischer Musiker